# Basileuterus punctipectus
La reinita de yungas (Basileuterus punctipectus) es una especie de ave paseriforme de la familia Parulidae, perteneciente al género Basileuterus, anteriormente considerada un grupos de subespecies de la reinita cabecilistada (Basileuterus tristriatus). Es nativa de regiones andinas del oeste de América del Sur.

## Distribución y hábitat
Se distribuye a lo largo de la cordillera de los Andes desde el sureste de Perú (Puno) hasta el centro de Bolivia (La Paz, Cochabamba, Santa Cruz).
Esta especie es considerada de bastante común a común en sus hábitats naturales: el interior y los bordes de selvas húmedas de estribaciones montañosas y bosques nubosos, tanto primarios como secundarios, donde es más común en altitudes entre 800 a 2550 m, pero puede llegar hasta los 3000 m.

## Sistemática

### Descripción original
La especie B. punctipectus  fue descrita por primera vez por el ornitólogo estadounidense Frank Michler Chapman en 1924 bajo el mismo nombre científico; su localidad tipo es: «Yungas, 3600 pies (c 1100 m), Cochabamba, Bolivia»; el holotipo, un macho adulto recolectado el  15 de junio de 1915, se encuentra depositado en el Museo Americano de Historia Natural en Nueva York, bajo el número AMNH 137961.

### Etimología
El nombre genérico masculino «Basileuterus» proviene del griego «basileuteros» (derivado de «basileus», que significa ‘rey’) aplicado por Aristóteles a un pequeño pájaro generalmente identificado como un Troglodytes, pero que también se conjetura podría ser un Phylloscopus o un Regulus; y el nombre de la especie «punctipectus», se compone de las palabras del latín «punctum» que significa ‘punto’, y «pectus» que significa ‘pecho’.

### Taxonomía
La presente especie fue tradicionalmente tratada como un grupo politípico de subespecies de la reinita cabecilistada (Basileuterus tristriatus), pero los estudios genéticos y las diferencias de vocalización comprobaron tratarse de dos especies diferentes. La separación fue seguida por las principales clasificaciones.

### Subespecies
Según las clasificaciones del Congreso Ornitológico Internacional (IOC) y Clements Checklist/eBird se reconocen tres subespecies, con su correspondiente distribución geográfica:
- Basileuterus punctipectus canens J.T. Zimmer, 1949 – este de Bolivia (Santa Cruz).
- Basileuterus punctipectus inconspicuus J.T. Zimmer, 1949 – Andes del sureste de Perú (Puno) al noroeste de Bolivia (La Paz).
- Basileuterus punctipectus punctipectus Chapman, 1924 – Andes del centro de Bolivia (Cochabamba).